# Alexandre Passos Puzyna
Alexandre Passos Puzyna (Curitiba, 25 de junho de 1935 — 4 de dezembro de 1998) foi um político brasileiro.
Foi deputado federal por Santa Catarina na 48ª legislatura (1987 — 1991). 
Foi prefeito de Porto União em três oportunidades: de 1 de fevereiro de 1973 a 1 de fevereiro de 1977, de 1 de fevereiro de 1983 a 14 de maio de 1986 e de 1 de janeiro de 1997 até seu falecimento.